# Ghiandole bulbouretrali di Kobelt
Le ghiandole di Kobelt, chiamate anche ghiandole bulbouretrali minori, disseminate, annesse, spugnose o spongiose sono alcune, notevoli ghiandole uretrali e parauretrali collocate all'inizio dell'uretra bulbare, nei pressi del bulbo uretrale di Kobelt. Possono collocarsi sia nella mucosa uretrale sia nel corpo spugnoso dell'uretra, oppure nei muscoli uretrale e bulboghiandolare; i loro dotti parauretrali sboccano a livello dell'ampolla uretrale.
Queste ghiandole appartengono al sistema di Cowper, e costituiscono un omologo in scala ridotta delle quattro principali ghiandole di Cowper (accessorie e diaframmatiche); variano fortemente sia nel numero (4 - 30) sia nella dimensione (in genere 3 - 7 mm di diametro). Fanno parte delle ghiandole uretrali accessorie dell'apparato urogenitale. Costituite da un complesso (cluster) "a corallo ramificato" di alcune ghiandole otricolari bulbouretrali e dotti avvolti da una capsula fibromuscolare, svolgono un importante ruolo nella produzione del liquido preseminale, nonché dell'antigene prostatico specifico (PSA) e di un potente secreto protettivo, il fattore antimicrobico di Cowper, che difende e sfiamma l'uretra maschile.
Saltuariamente, alcune di queste ghiandole potrebbero collocarsi a livello dell'uretra membranosa, oppure nel circostante sfintere uretrale esterno, immettendo i propri dotti nei dotti diaframmatici: in questo caso (ectopia) si parla di ghiandole bulbouretrali aberranti.

## Nomi e classificazione

### Nomi
Le ghiandole di Kobelt vengono anche chiamate ghiandole bulbouretrali minori, bulbouretrali disseminate, bulbouretrali annesse, ghiandole spugnose o ghiandole spongiose. Raramente, si può trovare la dizione piccole ghiandole di Cowper.

### Eponimo
Il nome di queste ghiandole è un eponimo dell'anatomista tedesco Georg Ludwig Kobelt, che descrisse per primo il bulbo del pene e l'adiacente bulbo dell'uretra.

### Classificazione

#### In rapporto all'uretra
La tipologia di queste ghiandole uretrali dipende anzitutto dalla loro collocazione:
- Le ghiandole collocate nella mucosa o tonaca uretrale o lungo il suo perimetro appartengono alle ghiandole uretrali intraepiteliali, o semplicemente ghiandole uretrali.[18][19][20]
- Le ghiandole extraepiteliali, invece, sono collocate relativamente vicino all'uretra (benché non siano contigue), e riversano i propri dotti uretrali nello stesso canale, attraverso le lacune di Morgagni; vengono pertanto classificate tra le ghiandole periuretrali o parauretrali esocrine oppure, più in generale, tra le ghiandole uretrali profonde.[1][2][18]

#### Altre classificazioni
Esistono ulteriori classificazioni per queste ghiandole uretrali:
- Nonostante la loro funzione sia quasi completamente esocrina (emissione del secreto nel canale uretrale attraverso i dotti di Cowper), svolgono anche una minimale attività endocrina, immettendo una piccola parte dell'antigene prostatico specifico (PSA) nel circolo sanguigno.[21][22][23]
- Appartengono alla categoria delle ghiandole lobulari tubulo-alveolari composte, poiché costituite da grappoli (urethral cluster) di ghiandole tubulo-otricolari bulbouretrali.[24][25][26]

- Sono infine annoverate tra le ghiandole uretrali accessorie dell'apparato urogenitale.[11][12]

## Anatomia

### Descrizione generale
Le ghiandole bulbouretrali di Kobelt fanno parte del complesso delle ghiandole di Cowper (note anche come ghiandole bulbouretrali); in particolare, la loro forma e struttura è assimilabile a quella delle quattro ghiandole principali (accessorie e diaframmatiche), ma differiscono da queste per le dimensioni più piccole e la collocazione variabile. In generale possono essere riscontrate a livello del bulbo uretrale, nel tratto iniziale dell'uretra bulbare o intorno ad esso, e riversano il proprio secreto nell'ampolla uretrale attraverso decine di dotti parauretrali. Possono collocarsi sia nella mucosa uretrale, sia nella regione periuretrale: entro il corpo spugnoso dell'uretra oppure nei muscoli adiacenti (uretrale e bulboglandulare).

### Forma e dimensioni
Le ghiandole disseminate sono sensibilmente più piccole delle quattro principali, tuttavia sono in genere più voluminose delle comuni ghiandole uretrali e periuretrali (il cui diametro di norma può arrivare a 3 mm). Le loro dimensioni, tuttavia, sono estremamente variabili da un individuo all'altro, e in genere sono correlate al numero delle ghiandole: ad un numero più elevato spesso corrispondono ghiandole più piccole, e viceversa.. Negli individui in cui si sviluppa solamente una coppia di ghiandole, si osservano in genere le dimensioni massime (fino ad 8 mm di diametro).
In linea di massima, le ghiandole più piccole presentano un diametro medio di 3 - 5 mm, mentre quelle più voluminose misurano 6 - 7 mm e raramente fino ad 8 mm. Srotolando le ghiandole, la loro lunghezza può raggiungere i 4,5 cm. Nell'anziano non è raro osservare fenomeni di iperplasia, paragonabili a quelli che coinvolgono la prostata, ma meno frequenti.
Queste ghiandole sono assimilabili ad un pisello sativo per forma e dimensioni, tuttavia, poiché la porzione superiore è lobulata verso l'alto (benché in modo poco evidente), vengono talora assimilate ad una mela. Con buona approssimazione, tuttavia, la loro foggia può essere considerata sferica.
La forma di queste ghiandole è molto più simile a quella delle ghiandole diaframmatiche che a quella delle ghiandole accessorie, poiché queste ultime sono fortemente lobulate verso l'alto, come una pera.

### Numero
Come le dimensioni, anche il numero di queste ghiandole è fortemente variabile da un individuo all'altro. Gli studi, effettuati in endoscopia oppure tramite sonografia transuretrale, hanno mostrato un intervallo medio pari a 10 - 20 ghiandole di Kobelt per individuo. I dati erano, tuttavia, soggetti ad un'ampia oscillazione, passando da individui con solo 4 ghiandole ad altri in cui questo numero superava le 30 unità. Analisi successive hanno confermato, in linea di massima, questi risultati, ampliando ulteriormente il campionario da individui con una singola coppia di ghiandole ad altri con circa 40 unità.
Di norma, ad un numero maggiore di ghiandole corrispondono dimensioni minori (il diametro varia di norma tra 3 mm e 7 mm). Il caso più emblematico (benché raro) è quello degli individui che possiedono solamente due ghiandole, caratterizzate da dimensioni notevoli: in questa situazione, si può parlare di una terza coppia di ghiandole bulbouretrali principali, complementare alle ghiandole diaframmatiche e accessorie. In genere viene chiamata coppia annessa di ghiandole bulbouretrali o di Cowper.
Ciascuna ghiandola emette generalmente un singolo dotto parauretrale, risultato della fusione dei dotti minori in essa contenuti.

### Collocazione
A differenza delle ghiandole di Cowper maggiori, la collocazione di queste ghiandole non è univoca. In linea di massima, possono essere ritrovate in diverse aree del bulbo uretrale di Kobelt, nello specifico:
- All'interno della mucosa dell'ampolla uretrale: in questo caso si parla di ghiandole uretrali intraepiteliali; sono quasi tutte collocate a livello della fossa del bulbo. I dotti uretrali vengono condotti direttamente dalla tonaca all'ampolla uretrale attraverso le lacune di Morgagni.[1][2][18]
- Nel corpo ghiandolare, ovvero la regione dei dotti periuretrali che circonda l'uretra maschile: in questo caso si parla di ghiandole uretrali profonde (periuretrali e parauretrali). Il corpo ghiandolare è compreso all'interno del cilindro noto come corpo spugnoso dell'uretra; le ghiandole di Kobelt tendono a svilupparsi nella porzione prossimale dilatata di questa struttura: il bulbo del corpo spugnoso.[1][2][3][17]
- Nei muscoli uretrale e bulboghiandolare: due piccoli muscoli di forma anulare, collocati ai lati del bulbo di Kobelt, che ospitano e proteggono le ghiandole bulbouretrali accessorie. Le ghiandole collocate in questa zona si caratterizzano per i dotti maggiori molto lunghi (fino a 2 cm), perché devono attraversare i muscoli e il corpo spongioso per poi sversare il proprio secreto nelle lacune dell'uretra.[42][43][44]

Seppur raramente si può distinguere un'ultima collocazione, atipica, delle ghiandole bulbouretrali minori:
- Poche di queste ghiandole potrebbero talora collocarsi a livello dell'uretra membranosa, sia nella mucosa uretrale, sia nel circostante sfintere uretrale esterno (nelle fibre uretraciniche del compressore uretrale, che si avvolgono a formare il canale detto uretra esterna). Sebbene in rari casi possano sviluppare dotti molto lunghi (2,5 - 4,5 cm), che sfociano nella fossa del bulbo uretrale, quasi sempre i loro dotti si uniscono ai 2 - 6 canali maggiori costituiti dai dotti diaframmatici.[1][2][3][4][45]

Quando le ghiandole di Kobelt sono reperite in questa posizione, prendono il nome di ghiandole bulbouretrali aberranti: dal latino ab errare, cioè andare fuori.

### Struttura generale
Ogni ghiandola bulbouretrale è avvolta da una capsula fibroelastica quasi sferica, nota come capsula bulbouretrale, paragonabile a quella che avvolge la prostata e con funzione protettiva. È interamente composta di fibre muscolari scheletriche: quando le ghiandole di Kobelt sono collocate all'interno di un muscolo (in genere il muscolo uretrale o bulboglandulare), le stesse fibre muscolari costituiscono la capsula. L'epitelio prevalente che costituisce le ghiandole varia da cubico semplice a colonnare semplice. Dalla capsula partono dei setti rigidi che delineano un numero ridotto di zone, attraversate dai tubuli e dai dotti parauretrali, ognuna delle quali contiene una singola ghiandola otricolare (cisterna). Si possono definire le ghiandole disseminate come strutture composite, costituite da grappoli (cluster) di ghiandole otricolari bulbouretrali, ognuna delle quali è contenuta in una regione delineata dai setti.

#### Zone
Ciascuna delle ghiandole bulbouretrali annesse presenta una struttura composita, benché in genere non complessa come quella delle quattro ghiandole maggiori. Nello specifico, è possibile distinguere due aree di rilievo:
- La zona delle ghiandole periuretrali[52][53][54] è la porzione più consistente del tessuto ghiandolare, a tronco di cono o a coppa, e costituisce circa il 75% del volume complessivo. Ricca di un denso stroma fibromuscolare, è in rapporto con tutte le altre regioni. La sua sporgenza verso l'alto, in direzione caudale, forma il lobo superiore della ghiandola, scarsamente accennato in queste ghiandole.[55][56][57]
- Lo stroma fibromuscolare anteriore costituisce gran parte della faccia anteriore; la sua forma è assimilabile ad un cuneo o ad un cono rovesciato.[55][56][57]

### Struttura interna

#### Ghiandole e tubuli otricolari
Nel denso stroma fibromuscolare di ogni ghiandola si collocano alcune ghiandole parauretrali mucose, di ridotte dimensioni (circa 1 mm di diametro per 2 mm di altezza), chiamate ghiandole tubulo-otricolari bulbouretrali, o semplicemente ghiandole otricolari bulbouretrali. Appartengono alla categoria della ghiandole tubulo-otricolari ramificate, e la loro struttura è simile a quella delle ghiandole otricolari prostatiche o vescicolari, o delle ghiandole uretrali di Moormann, benché siano più piccole. La loro forma è nel complesso irregolarmente conica, a base periferica e apice rivolto verso l'uretra; si apre in direzione anticaudale.
Le ghiandole e i dotti otricolari formano un complesso ramificato e labirintico, noto come cluster uretrale, che costituisce le ghiandole principali (o appunto, di Kobelt). Il numero delle ghiandole minori è molto variabile, secondo le dimensioni della ghiandola. In media, una ghiandola di Kobelt contiene 4 - 5 ghiandole otricolari (assumendo un diametro medio di 5 mm); tuttavia, le ghiandole più piccole potrebbero ospitare solamente due ghiandole, mentre quelle più significative potrebbero comprendere fino a 8 - 10 ghiandole. Nell'anziano il numero delle ghiandole otricolari e dei relativi condotti tende a crescere, poiché le ghiandole bulbouretrali aumentano di volume e sono spesso soggette a fenomeni di iperplasia, con formazione di corpi amilacei (proprio come accade per la prostata).
Una caratteristica delle ghiandole otricolari bulbouretrali è che sono collegate fra loro da un complesso sistema di molti tubuli cavi, chiamati anche dotti minori, che formano una struttura fortemente ramificata e labirintica, paragonata da alcuni manuali ad un albero dai molti rami o ad un corallo. Ciascuna ghiandola è in realtà una struttura composita (lobulo), costituita da decine di microlobuli provvisti di minuscole papille, che riversano il proprio secreto in tanti piccoli tubuli che confluiscono nei più grandi condotti: i diverticoli tubulari od otricolari, dotti parauretrali, uno per ciascuna ghiandola. Questi canali corrispondono di fatto ai tubuli maggiori o dotti pre-eiaculatori, che attraversano il parenchima della ghiandola (cioè la zona periferica) fino all'esterno. Qui i dotti preseminali si riuniscono in un singolo canale maggiore, che fuoriesce dalla capsula fibromuscolare e, dopo aver attraversato la regione periuretrale (se situato in posizione extraepiteliale), sbocca nell'ampolla uretrale attraverso le lacune uretrali (chiamate, nello specifico, orifizi dei dotti di Cowper). Indipendentemente dalla ghiandola, il lume dei dotti periuretrali ha un'ampiezza molto variabile, mentre il contorno è irregolare.

#### Composizione epiteliale
I microlobuli sono costituiti da epitelio cilindrico, semplice o pseudostratificato, e sono avvolti da un plesso di capillari; soprattutto negli anziani, possono contenere aggregati di colloide di natura iperplastica, noti come corpi amilacei. Le cellule che li compongono hanno grandi nuclei basali sferici, e nella porzione apicale si ritrovano vescicole secretorie; tra le cellule secernenti, si trovano cellule neuroendocrine e adenomeri aberranti.  I piccoli tubuli che si dipartono dai microlobuli sono rivestiti da un singolo strato di cellule epiteliali, di tessuto cilindrico semplice, mentre i dotti parauretrali di Cowper in cui essi confluiscono (diverticoli otricolari) sono costituiti da epitelio cilindrico a più strati; si evidenzia un duplice strato di cellule: cubiche nella porzione basale e cilindriche in quella laminare.  Ciascun lobulo è inoltre circondato da una sottile membrana fibrosa nota come capsula lobulare bulbouretrale, mentre i dotti bulbouretrali sono avvolti da un sottile strato di epitelio ghiandolare colonnare, fintanto che attraversano lo stroma fibromuscolare interno. I canali maggiori sono inoltre rivestiti da uno strato aggiuntivo di epitelio laminare semplice, con funzione protettiva.

### Dotti bulbouretrali di Kobelt
I dotti otricolari si riuniscono in un singolo canale maggiore per ciascuna ghiandola di Kobelt, che varia fortemente in entità secondo il tipo di ghiandola. In linea di massima, la misura varia da pochi mm (nel caso delle ghiandole intraepiteliali) a 2 cm (per le ghiandole uretrali profonde). I dotti maggiori attraversano la zona periuretrale (i muscoli uretrale e bulboglandulare e il corpo spugnoso dell'uretra) per sboccare nell'ampolla uretrale, in genere sul pavimento inferiore. Nel caso peculiare delle ghiandole bulbouretrali aberranti, i dotti tendono a riunirsi con i più voluminosi e numerosi dotti diaframmatici, congiungendosi al coppo, benché in alcuni casi possano giungere separati all'ampolla, percorrendo anche 2,5 - 4,5 cm.

## Funzione

### Pre-eiaculazione
Le ghiandole disseminate, come tutte le ghiandole di Cowper, contribuiscono a produrre parte del liquido preseminale (detto anche pre-eiaculazione o liquido di Cowper - Littré). Questo secreto viene emesso durante la fase di eccitazione, e il suo volume è paragonabile a quello dello sperma, benché estremamente variabile da un individuo all'altro (da 0,5 ml a 14 ml, con una media di 2 - 5 ml). Ha il compito di:
- Lubrificare l'intera uretra, e soprattutto l'uretra peniena, per preparare il successivo passaggio del seme; vengono espulse varie mucoproteine che formano un velo di rivestimento.[72][33][73][74]
- Neutralizzare l'acidità delle urine ed innalzare sensibilmente il pH vaginale, rendendo così alcalino l'ambiente per non nuocere agli spermatozoi (il pH del liquido prespermatico è infatti compreso tra 8,1 e 9,1).[72][33][73]
- Favorire la risposta immunitaria in uretra e in generale nell'apparato urogenitale, grazie alla produzione ed emissione di numerose glicoproteine, incluso l'antigene prostatico specifico o PSA.[4][21][23]
- Emettere una soluzione antimicrobica per evitare infezioni urinarie durante e dopo il rapporto; questo è uno dei principali fattori per cui le infezioni della vescica (cistiti batteriche o fungine) sono molto più frequenti nel sesso femminile.[75][76][77][78][15] L'insieme delle sostanze antibatteriche e antimicotiche prende il nome di fattore antimicrobico di Cowper, e contiene rilevanti quantità di zinco libero e magnesio.[75][79][80][78][15] Altre sostanze antimicrobiche, e in minor parte antinfiammatorie, sono costituite da acido sialico, potassio, fosforo, rame e acido ialuronico.[81][82][83][84][85]

### Secrezioni costanti
Fuori dallo stato di eccitazione, le ghiandole otricolari bulbouretrali (e di conseguenza le ghiandole disseminate stesse) svolgono la stessa funzione di tutte le ghiandole uretrali e parauretrali. Di conseguenza, le loro secrezioni (drenate costantemente attraverso i dotti parauretrali):
- Contribuiscono ad una costante lubrificazione dell'uretra peniena e dei dotti bulbouretrali stessi, emettendo mucoproteine.[69][33][68]
- Concorrono a proteggere il pavimento uretrale dall'acidità delle urine, evitandone l'irritazione grazie al deposito di uno strato protettivo di secrezioni mucose con funzione riepitelizzante.[86][87][88] Questo velo fa scivolare via anche gli scarti, ad esempio le cellule staccate con la desquamazione e lo smegma.[86][87][89]
- Potenziano la risposta immunitaria in uretra e in generale nell'apparato urogenitale, emettendo glicoproteine (tra cui spicca l'antigene prostatico specifico o PSA).[4][21][23]
- Contribuiscono a proteggere l'apparato urogenitale da infezioni urinarie (ad esempio uretriti, uretrocowperiti) attraverso l'emissione di peptidi con proprietà antimicrobiche, in particolare antibatteriche e (in minor parte) antimicotiche. Questo è uno dei principali fattori per cui le infezioni della vescica (cistiti batteriche o fungine) sono molto più frequenti nel sesso femminile.[75][76][77][78][16]

### Drenaggio
La presenza di un catetere nel maschio può limitare o impedire il naturale drenaggio del secreto delle ghiandole parauretrali, con il rischio di provocare infezioni (uretriti) che possono eventualmente ascendere attraverso i dotti parauretrali, fino ad infiammare le ghiandole stesse. Viene inoltre limitato fortemente l'apporto del fattore antimicrobico di Cowper e delle sostanze protettive, con il rischio di lasciare l'epitelio uretrale scoperto verso fenomeni infettivi o infiammatori.

## Composizione del secreto

### Fattore antimicrobico di Cowper
Il fattore antimicrobico di Cowper fa parte delle secrezioni note come fattore antimicrobico dell'uretra maschile: si tratta di sostanze emesse da tutte le ghiandole uretrali e periuretrali, sia costantemente sia attraverso le secrezioni sessuali, volte a proteggere e sfiammare l'uretra maschile.

#### Secrezione costante
Le analisi effettuate sulle secrezioni di natura non sessuale hanno mostrato la presenza di questi elementi:
- Zinco libero, presente in una quantità media di 640 microgrammi  / mL (280 - 1500 microgrammi / mL) nell'individuo sano; possiede notevoli proprietà antibatteriche e antimicotiche, nonché una discreta capacità antinfiammatoria.[75][79][101][78] Negli individui con infezione cronica a carico delle ghiandole bulbouretrali o con notevole iperplasia (specie negli anziani), la quantità di zinco viene ridotta anche sotto i 100 microgrammi / mL, aumentando il rischio di infezioni urinarie.[75][79][78][102][103]
- Magnesio, presente in una quantità media di 380 microgrammi / mL (100 - 750 microgrammi / mL) nell'individuo sano; mostra cospicue abilità antibatteriche e, in minor parte, antimicotiche.[104][105][106]
- Potassio, presente in una quantità media di 3000 microgrammi / mL nell'individuo sano; nonostante il volume considerevole, le sue proprietà antibatteriche, antimicotiche e antinfiammatorie sono inferiori a quelle di zinco e magnesio, pur svolgendo comunque un ruolo rilevante in questo campo.[107][108][109]
- Quantità meno rilevanti (sotto i 150 microgrammi / mL) di acido sialico, fosforo e acido ialuronico, con funzione antimicrobica e antinfiammatoria, sono presenti in questo fluido.[81][82][83][84][85]
- Sono rinvenibili anche tracce di rame puro che, nonostante il volume modesto (inferiore ai 40 microgrammi / mL), mostra proprietà antibatteriche molto notevoli; possiede anche proprietà antimicotiche e antinfiammatorie, ma di minore entità.[104][107][110][111]

Zinco, magnesio, fosforo, rame e acido ialuronico sono presenti in tutte le ghiandole uretrali, mentre l'acido sialico e il potassio si possono ritrovare (in quantità apprezzabili) solo nel fattore antimicrobico prostatico e vescicolare.

#### Liquido di Cowper - Littré
La porzione di secretio ex libidine prodotta dalle ghiandole bulbouretrali mostra in linea di massima le stesse componenti della secrezione costante (riportate nel paragrafo precedente), con alcune differenze in composizione e quantità:
- La quantità dello zinco libero è sensibilmente superiore, ammontando ad una media di 880 microgrammi  / mL (390 - 2000 microgrammi / mL) nell'individuo sano; lo stesso vale per il magnesio (490 microgrammi / mL), l'acido sialico (250 microgrammi / mL) e il rame puro (inferiore ai 60 microgrammi / mL).[112][113][114][82][115]

- Gli studi hanno rilevato anche microscopiche tracce d'argento puro (fortemente inferiori ai 10 microgrammi / mL), dotato di considerevoli proprietà antibatteriche.[116][117][107]

Il principale motivo di queste differenze va ricercato nel fatto che il rapporto comporta un elevato rischio di infezioni delle vie urinarie, a causa dei possibili traumi cui l'uretra è sottoposta e, soprattutto, del rischio di una trasmissione batterica: questo è molto evidente nel sesso femminile (la cui uretra non secerne alcun fattore antimicrobico), per cui l'infezione urinaria più comune è proprio la cistite postcoitale. Per contrastare il pericolo di infezioni, l'uretra maschile si avvale dunque del secreto emesso dalle ghiandole uretrali, le cui componenti aumentano in quantità e qualità nella secretio ex libidine, proprio con lo scopo di contrastare un passaggio batterico e ridurre al minimo il rischio di infezioni durante e dopo il rapporto. Gli studi dimostrano che l'efficacia antimicrobica e antinfiammatoria di questo secreto perdura per diverse ore dopo la sua emissione (fino a 24 ore in casi particolari), con un picco di attività nei minuti successivi all'espulsione e un effetto apprezzabile della durata di 4 - 6 ore.

### Fattore riepitelizzante
Un'altra importante funzione svolta dalle ghiandole di Cowper nel loro complesso è l'emissione di un secreto riepitelizzante; ancora una volta, si tratta di una sostanza emessa da tutte le ghiandole uretrali e periuretrali, costantemente o con le secrezioni sessuali, volta a proteggere l'uretra maschile. Oltre a salvaguardare il delicato pavimento uretrale dall'acidità delle urine (sia depositando un velo protettivo, sia grazie al proprio pH basico) queste sostanze sfiammano l'uretra e accelerano o favoriscono i processi di guarigione e cicatrizzazione delle ferite alla mucosa.

#### Composizione
La composizione del fattore riepitelizzante non varia particolarmente dalle secrezioni costanti al liquido di Cowper - Littré; include questi elementi:
- Mucina e numerose altre mucoproteine, con funzione protettiva e lubrificante per il pavimento uretrale.[72][33][73][74]
- Squalene, un lubrificante naturale rintracciabile anche nelle secrezioni vaginali e nel fegato, presente in quantità moderatamente basse (sotto 80 microgrammi / mL).[125][126][127]
- Bicarbonati, potassio e magnesio, volti a rendere alcalina la secrezione mucosa, per proteggere il pavimento uretrale e favorire la sopravvivenza degli spermatozoi in uretra e soprattutto nell'ambiente acido della vagina. Il pH di questo fluido varia infatti da moderatamente basico (8,1) a fortemente basico (finanche 9,1), ed innalza sensibilmente il pH vaginale.[72][33][73]
- Acido sialico e ialuronico, presenti in quantità moderate (sotto i 150 microgrammi / mL per le secrezioni comuni, oppure 250 nella pre-eiaculazione). Si caratterizzano per le spiccate proprietà riepitelizzanti, e facilitano la guarigione delle mucose danneggiate e infiammate; in particolare, consistenti livelli di acido ialuronico sono rintracciabili nell'urotelio e in altri tessuti del tratto urinario.[81][82][83][84][85]

### Altri elementi
Nel liquido di Cowper - Littré si possono rinvenire anche altri elementi, la cui funzione non può essere classificata secondo i precedenti criteri:
- Numerose glicoproteine, incluso l'antigene prostatico specifico o PSA, volte a potenziare la risposta immunitaria dell'uretra e dell'apparato urogenitale. Esattamente come avviene per il liquido seminale, la quantità di antigene emessa attraverso la pre-eiaculazione è notevolmente superiore a quella delle secrezioni costanti.[33][76][77][78][128] Inoltre, la funzione delle ghiandole di Cowper è quasi esclusivamente endocrina, poiché solo una quantità minima di antigene viene immessa nel circolo sanguigno.[76][77][78][128]
- Svariate proteine, tra cui spicca l'albumina, volte alla fluidificazione del seme sia in uretra sia nell'acido ambiente vaginale.[129][130][131]
- Diversi zuccheri, tra cui spicca il galattosio (finanche 900 microgrammi / mL), presente solo nella pre-eiaculazione e volto a nutrire gli spermatozoi che saranno successivamente emessi con l'eiaculazione vera e propria.[132][133][134]

#### Potenziali trasmissioni
Il fluido di Cowper - Littré, prodotto nel suo complesso da numerosissime ghiandole uretrali accessorie dislocate lungo l'intera uretra, di norma non contiene naturalmente spermatozoi, tuttavia raccoglie quelli emessi con le precedenti eiaculazioni e non espulsi dall'uretra. Pertanto, una possibilità di causare gravidanza è improbabile ma non può essere assolutamente esclusa.
Diversi studi hanno dimostrato la possibilità di questo fluido di veicolare infezioni sessualmente trasmissibili; in particolare, la sua probabilità di trasmettere il virus dell'HIV sembra perfino superiore a quella del liquido seminale vero e proprio. Questo fenomeno potrebbe derivare dal fatto che il liquido preseminale, a differenza dello sperma, non presenti un significativo fattore antivirale, che secondo le ricerche potrebbe inibire anche l'HIV.

## Clinica

### Patologie
Dal punto di vista clinico, tutte le ghiandole bulbouretrali sono significative per vari fenomeni di entità e incidenza molto variabili. Questi includono in particolare:
- Iperplasia: fenomeno che consiste nella moltiplicazione eccessiva delle cellule che compongono le ghiandole, aumentando il numero e le dimensioni delle ghiandole otricolari bulbouretrali e, di conseguenza, delle ghiandole di Kobelt stesse. Possono formarsi corpi amilacei presso i diverticoli otricolari, il cui diametro può superare il millimetro.[24][40][65] L'iperplasia si verifica con relativa frequenza nella popolazione anziana e, benché di entità generalmente minore, è spesso paragonabile all'iperplasia prostatica benigna.[145][33][146][8]
- Infezione: le uretriti o parauretriti microbiche, sia ascendenti sia discendenti, possono estendersi alle ghiandole bulbouretrali, provocandone l'infiammazione e il rigonfiamento. L'infezione può anche trasmettersi per passaggio dalle regioni circostanti (ad esempio il corpo spugnoso o i muscoli uretrale e bulboghiandolare), in caso di membrana permeabile.[147][148][149] L'infezione di queste strutture prende il nome di uretrocowperite (o semplicemente cowperite). Se non trattata, può portare ad ascesso parauretrale e stenosi uretrale.[147][148][149][150]
- Cisti uretrale o parauretrale: è possibile che le ghiandole sviluppino edemi e neoformazioni cistiche, a seguito di infezioni o lesioni iatrogene. Non è raro che le cisti parauretrali si sviluppino dalle ghiandole otricolari, ma è più probabile che si formino nei dotti bulbouretrali, bloccandone il drenaggio fino al totale impedimento.[151][32][152] Questo fenomeno prende il nome di cisti del dotto di Cowper.[153][154][152]
- Siringocele: abnorme dilatazione cistica delle ghiandole o dei dotti di Cowper, di varia origine, spesso congenita; può portare a stenosi uretrale se non trattata.[155][156][48]
- Diverticolo uretrale o parauretrale: dilatazione anomala e sacciforme dell'uretra, sporgente o rientrante, dovuta alla dilatazione delle ghiandole e dei dotti uretrali, che provoca un prolasso della parete. Può essere singolo o multiplo, e tende a formarsi dalle lacune di Morgagni da cui sbucano i dotti stessi.[157][158][159]
- A livello dell'orifizio dei dotti uretrali possono formarsi masse cicatriziali (stenosi uretrale anulare o allungata, valvola uretrale) oppure depositarsi calcoli uretrali (primari se originati nella lacuna uretrale, secondari se provenienti dal dotto stesso o da altre regioni dell'apparato urogenitale).[160][161][162][163]
- Infiammazione: le cause di un processo flogistico sono molteplici, ma vengono in genere ricercate tra infezioni, iperplasia e traumi iatrogeni. La flogosi di queste strutture prende il nome di uretrocowperite (o semplicemente cowperite).[147][148][149]
- Neoplasie: le ghiandole bulbouretrali sono talora soggette a fenomeni neoplastici, sia benigni sia maligni, in particolare l'adenocarcinoma uretrale o parauretrale. Questi tumori possono insorgere sia dalle ghiandole otricolari, dunque all'interno della capsula, sia dalla capsula stessa o dai dotti di Cowper; in rarissimi casi, le ghiandole potrebbero anche ospitare metastasi.[164][165][46][166] La presenza di tumori potrebbe essere evidenziata, come avviene per la prostata, da un'abnorme produzione di PSA.[167][46][168]

In generale, i fenomeni di iperplasia, cisti parauretrale e neoplasia delle ghiandole bulbouretrali sono più rari rispetto a quelli della prostata, ma più comuni di quelli delle vescicole seminali. Al contrario, le vescicole seminali sono più soggette ad infiammazioni ed infezioni.

#### Catetere
La presenza del catetere urinario aumenta fortemente il rischio di infezioni, poiché ostruisce il drenaggio del secreto uretrale. Viene inoltre limitato fortemente l'apporto del fattore antimicrobico di Cowper e delle sostanze protettive, con il rischio di lasciare l'epitelio uretrale scoperto verso fenomeni infettivi o infiammatori. Inoltre, solo nel maschio sono estremamente frequenti i traumi iatrogeni dell'uretra e, conseguentemente, delle ghiandole uretrali e dei relativi dotti.

#### Sintomatologia
I sintomi delle patologie a carico di queste ghiandole sono gli stessi di una uretrite o uretroprostatite, e includono:
- Minzione dolorosa (alguria), difficoltosa (disuria) o entrambe (stranguria)
- Dolore e bruciore uretrale (uretrodinia, uretralgia)
- Perdite di sangue dall'uretra (uretrorragia)
- Secrezioni anomale dall'uretra (uretrorrea)
- Sangue nell'urina (ematuria) e nell'eiaculato (emospermia)
- Forte dolore durante e dopo l'eiaculazione (diseiaculazione) e il rapporto (dispareunia)
- Dolore testicolare o scrotale (scrotodinia)
- Elevata frequenza minzionale (pollachiuria)
- Urgenza minzionale (minzione imperiosa)
- Sensazione di mancato svuotamento (tenesmo vescicale)
- Sconforto vescicale e uretrale
- Ritenzione urinaria, acuta o cronica
- Dolore perineale
- Disturbi della defecazione (dolore, tenesmo rettale)
- Ritenzione fecale, acuta o cronica (soprattutto in caso di siringocele)
- Pus dall'uretra o nell'urina (piuria; soprattutto in caso di infezione o infiammazione purulenta)

In caso di iperplasia o cisti parauretrale grave, o notevole rigonfiamento in seguito ad infezione o traumi (siringocele), le abnormi dimensioni delle ghiandole potrebbero impedire completamente la minzione (anche per conseguente stenosi uretrale) o la defecazione.